# 여천민
여천민(呂天民, 1881년~1940년)은 중국의 민국 시대 언론인이며 국민당 정부 관료였다. 신규식선생과 친교를 맺고 광동 호법정부가 대한민국 임시정부를 승인하는데 적극 지원하였다. 대한민국 독립운동을 지원한 공로를 인정받아 1968년 건국훈장 대통령장에 추서되었다.

## 생애
- 여지이(呂志伊)라고도 하며 천민(天民)은 자이다. 본명은 점동(占東)이다.
- 1905년에 동맹회(同盟會)에 가입하여 동맹회총회(同盟會總會) 평의(評議)와 운남주맹인(雲南主盟人)이 되었다.
- 《광화보(光華報)》, 《진화보(進化報)》, 《민립보(民立報)》, 《민국신문(民國新聞)》 등의 신문사에서 주필(主筆) 및 총편집(總編輯)을 지냈다.
- 중국 국민당(國民黨) 중앙참의(中央參議), 광주대원수부(廣州大元帥府) 대리원(大理院) 원장 등을 역임했다.[2]